# 薜華堯
薜華堯（?—?），清朝政治人物。
光绪24年（1898年），擔任清朝遵义府婺川縣知縣。后由聶定中接任。